# Air Lituanica
Air Lituanica – była litewska linia lotnicza z siedzibą w Wilnie. Oficjalnie powstała 1 maja 2013, a loty operacyjne zostały zainaugurowane 1 lipca 2013.
Problemy finansowe i brak porozumienia co do dalszej strategii państwowej spółki właścicielskiej doprowadziły do zawieszenia działalności linii. Wszystkie połączenia do 29 maja 2015 przejął Air Baltic.

## Historia
Jednym z powodów uruchomienia nowej linii lotniczej było litewskie przewodnictwo w Unii Europejskiej, które trwało od 1 lipca 2013 do 31 grudnia 2013. Sprzedaż biletów rozpoczęła się na początku czerwca przy użyciu estońskich kanałów sprzedaży. Przewoźnik rozpoczął działalność 30 czerwca 2013, wykonując rejs z Wilna do Brukseli jedynym Embraerem 170 we flocie (leasingowanym od Estonian Air, noszącym malowanie Air Lituanica i estońską rejestrację ES-AEB). Linie Air Lituanica zostały pierwszą regularną linią lotniczą na Litwie od czasu flyLAL i Star1 Airlines, które zakończyły działalność w 2009 i 2010. Głównym udziałowcem linii lotniczej było miasto Wilno, część udziałów znalazła się również w rękach instytucji i firm z Wilna. Zaangażowanie publicznych pieniędzy w nierentownym przedsięwzięciu budziło na Litwie liczne dyskusji i protesty. 22 maja 2015 roku był ostatnim dniem działalności przewozowej firmy. Bankructwo zakończyło działalność linii lotniczej.

## Kierunki lotów
- Belgia
  - Bruksela - Port lotniczy Bruksela
- Holandia
  - Amsterdam - Port lotniczy Amsterdam
- Niemcy
  - Berlin - Port lotniczy Berlin-Tegel

## Flota
Stan na 01.08.2013: